# Katzenteich
Katzenteich ist der Name mehrerer Teiche, die es in der Nähe von Wernigerode am Harz gab bzw. noch heute im deutschsprachigen Raum gibt.
Der Name hat in der Regel nichts mit der Katze (niederdeutsch Katte) zu tun, sondern leitet sich vom niederdeutschen Begriff Gatze für Gasse ab. Es handelt sich also um einen Teich, der an einer Gasse liegt bzw. an dem eine Gasse entlangführt.
Folgende Katzenteiche gab es in der Grafschaft Wernigerode:
- Katzenteich bei Darlingerode, südlich am Venushügel
- Katzenteich bei Wasserleben
- Katzenteich bei Veckenstedt im Israelsholz
- Katzenteich vor dem Johannistor in Wernigerode. Dieser Teich wurde 1905/06 zugeschüttet, bestehen blieb bis heute der Straßenname Am Katzenteich.

Ferner gibt es Katzenteiche in:
- Bad Münder
- Grebenhain
- Pfaffengrün
- Barner Stück